# Phyllachora parvicapsa
Phyllachora parvicapsa är en svampart som först beskrevs av Mordecai Cubitt Cooke, och fick sitt nu gällande namn av Theiss. & Syd. 1915. Phyllachora parvicapsa ingår i släktet Phyllachora och familjen Phyllachoraceae.   Inga underarter finns listade i Catalogue of Life.